# Anna Raźny
Anna Józefa Raźny (ur. 2 lutego 1944 w Batowicach) – polska rosjoznawczyni i kulturoznawczyni, politolog i polityk, była dyrektor Instytutu Rosji i Europy Wschodniej Uniwersytetu Jagiellońskiego.

## Życiorys

### Wykształcenie i działalność naukowa
Ukończyła filologię rosyjską na Uniwersytecie Jagiellońskim. W 1976 uzyskała stopień doktora za pracę Polska rusycystyka historycznoliteracka lat 1918–1939. Orientacje metodologiczne. W tym samym roku objęła stanowisko adiunkta w Instytucie Filologii Rosyjskiej UJ. W 1988 uzyskała stopień doktora habilitowanego z dziedziny filologii rosyjskiej na podstawie pracy pod tytułem Fiodor Dostojewski – filozofia człowieka a problemy poetyki. Od 1999 pracuje na stanowisku profesora nauk humanistycznych UJ, a od 2000 jest profesorem nadzwyczajnym uczelni.
Zajmuje się naukowo literaturą rosyjską XIX i początku XX wieku, stosunkiem inteligencji rosyjskiej wobec utopii społecznych oraz chrześcijańskiej wizji świata, totalitaryzmem w literaturze rosyjskiej i literaturą obozową.
Pełniła funkcję kierownika Katedry Rosyjskiej Kultury Nowożytnej oraz dyrektora Instytutu Rosji i Europy Wschodniej UJ. Od października 2004 prowadzi regularne wykłady na Wyższej Szkole Kultury Społecznej i Medialnej w Toruniu, zasiada również w jej radzie naukowej. Jest członkiem Zespołu Wspierania Radia Maryja oraz częstym gościem w Telewizji Trwam i Radiu Maryja, gdzie występuje jako ekspert ds. polityki międzynarodowej oraz Rosji.
Od 1976 jest członkiem Komisji Słowianoznawstwa Polskiej Akademii Nauk, zasiada również w Komisji Kultury Słowian Polskiej Akademii Umiejętności (od 2002). Od 1986 do 2002 należała do International Dostoevsky Society.

### Działalność polityczna
W wyborach w 1991 bez powodzenia ubiegała się o mandat poselski z ramienia Zjednoczenia Chrześcijańsko-Narodowego w województwie krakowskim, w drugiej połowie lat 90. była związana z Ruchem Odbudowy Polski, kandydowała na senatora z jego ramienia w wyborach w 1997 (otrzymała 154 802 głosy, zajmując trzecie miejsce spośród dziewięciu kandydatów). W wyborach parlamentarnych w 2005 bezskutecznie ubiegała się o mandat senatorski z ramienia Ligi Polskich Rodzin w okręgu Kraków. Dwa lata później otwierała listę wyborczą partii w okręgu toruńskim. Potem była członkinią LPR. 25 października 2008 została przewodniczącą Rady Politycznej tej partii. 20 marca 2010 została odwołana z tej funkcji.
W maju 2014 podpisała list (wraz z Zygmuntem Wrzodakiem) skierowany do prezydenta Rosji Władimira Putina z prośbą, aby bronił Słowian i chrześcijan przed „unioeuropejskim zepsuciem”, popierając aneksję Krymu przez Rosję. W wielu środowiskach list ten został odebrany jako zdrada Unii Europejskiej.
W 2015 współtworzyła partię Jedność Narodu (wyrejestrowaną w 2017) i zasiadła w jej radzie krajowej. W kwietniu 2022 w czasopiśmie Myśl Polska ukazał się tekst Anny Raźny, w którym już po agresji Rosji na Ukrainę uznała, że tocząca się na Ukrainie wojna jest wojną nowej cywilizacji (...), z chrześcijańską, którą reprezentuje Moskwa.

## Kontrowersje
W kwietniu 2025 roku Gazeta Wyborcza podała, że Anna Raźny znajduje się na liście osób mogących brać udział w szerzeniu rosyjskiej dezinformacji w Polsce, przekazanej ABW przez Komisję ds badania wpływów rosyjskich i białoruskich w latach 2004-2024 w rządzie Donalda Tuska.

## Odznaczenia
W 2005, za wyjątkowo sumienne wykonywanie obowiązków wynikających z pracy zawodowej została odznaczona Złotym Krzyżem Zasługi. W 2011 została odznaczona Krzyżem Kawalerskim Orderu Odrodzenia Polski za wybitne zasługi w pracy naukowo-badawczej, za osiągnięcia w działalności dydaktycznej i społecznej.

## Wybrane publikacje
- Fiodor Dostojewski – filozofia człowieka a problemy poetyki, Kraków 1988
- Słowianie wschodni. Duchowość, mentalność, kultura (wraz z Danutą Piwowarską), Kraków 1997
- Literatura wobec zniewolenia totalitarnego. Warłama Szałamowa Świadectwo prawdy, Kraków 1999